# U-Bahn-Strecke D (Frankfurt am Main)
| Karte |                                                  |                                                                                     |                                                                                     |
| Streckenlänge: | 2,0 km (U4-Ast) 10,3 km (U9) davon Tunnel 3,1 km |                                                                                     |                                                                                     |
| Spurweite: | 1435 mm (Normalspur)                             |                                                                                     |                                                                                     |
| |                                                  |                                                                                     |                                                                                     |
| Eröffnung U4-Ast: | 10. Februar 2001                                 |                                                                                     |                                                                                     |
| Eröffnung U9: | 12. Dezember 2010                                |                                                                                     |                                                                                     |
| Linien: | ,                                                |                                                                                     |                                                                                     |
| Stationen: | 3 (U4) + 9 (U9 bis Riedberg) = 12                |                                                                                     |                                                                                     |
| Streckenverlauf |                                                  |                                                                                     |                                                                                     |
| \| \| \| U2 von Bad Homburg-Gonzenheim (A-Strecke) \| \| \| \| \| U9 von Nieder-Eschbach (A-Strecke) \| \| \| \| 4,25 \| U2 → Südbahnhof (A-Strecke) \| U2 → Südbahnhof (A-Strecke) \| \| \| 2,8 \| Wendegleis Riedberg (U8) \| Wendegleis Riedberg (U8) \| \| \| 2,8 \| Riedberg \| Riedberg \| \| \| 2,1 \| Uni-Campus Riedberg \| Uni-Campus Riedberg \| \| \| 1,2 \| U3 → Hohemark (A-Strecke) \| U3 → Hohemark (A-Strecke) \| \| \| \| Niederursel \| \| \| \| \| Wiesenau \| \| \| \| 0,0 \| U1, U3, U8 → Südbahnhof (A-Strecke) \| U1, U3, U8 → Südbahnhof (A-Strecke) \| \| \| \| Heddernheimer Landstraße \| \| \| \| \| Nordweststadttunnel (1,1 km) \| \| \| \| \| Nordwestzentrum \| \| \| \| \| \| \| \| \| \| Römerstadt \| \| \| \| \| Niddabrücke \| \| \| \| \| Ginnheim/Niddapark \| \| \| \| \| Main-Weser-Bahn \| \| \| \| \| Verbindung zur Straßenbahn \| \| \| \| \| Ginnheim Mitte \| \| \| \| \| \| \| \| \| \| zurzeit als Straßenbahn 16 Verbindung: D II (in Planung, Verlauf nicht entschieden) \| \| \| \| \| \| \| \| \| \| Tunnelstutzen von Ginnheim (Planung) \| \| \| \| [2] \| Wendeanlage Bockenheimer Warte \| Wendeanlage Bockenheimer Warte \| \| \| 11,7 \| Bockenheimer Warte U6, U7 (C-Strecke) \| Bockenheimer Warte U6, U7 (C-Strecke) \| \| \| \| Abzweig von C-Strecke (Betriebsstrecke) \| \| \| \| \| Tunnelstutzen vom Rebstock (ehem. Planung) \| \| \| \| 10,7 \| Festhalle/Messe \| Festhalle/Messe \| \| \| \| Tunnelstutzen vom Römerhof (derzeit Wendeanlage) \| \| \| \| 10,0 \| Hauptbahnhof S1–S9, Regional-/Fernverkehr \| Hauptbahnhof S1–S9, Regional-/Fernverkehr \| \| \| \| U4 → Seckbacher Ldstr., U5 → Preungesheim (B-Strecke) \| \| \| \| \| Tunnelstutzen Richtung Niederrad \| \| |                                                  |                                                                                     |                                                                                     |
| U-Bahn-Strecke |                                                  | U2 von Bad Homburg-Gonzenheim (A-Strecke)                                           | U2 von Bad Homburg-Gonzenheim (A-Strecke)                                           |
| U-Bahn-Strecke |                                                  | U9 von Nieder-Eschbach (A-Strecke)                                                  | U9 von Nieder-Eschbach (A-Strecke)                                                  |
| U-Bahn-Abzweig geradeaus und nach links | 4,25                                             | U2 → Südbahnhof (A-Strecke)                                                         | U2 → Südbahnhof (A-Strecke)                                                         |
| | 2,8                                              | Wendegleis Riedberg (U8)                                                            | Wendegleis Riedberg (U8)                                                            |
| U-Bahn-Bahnhof | 2,8                                              | Riedberg                                                                            | Riedberg                                                                            |
| U-Bahn-Haltepunkt / Haltestelle | 2,1                                              | Uni-Campus Riedberg                                                                 | Uni-Campus Riedberg                                                                 |
| U-Bahn-Abzweig geradeaus und von rechts | 1,2                                              | U3 → Hohemark (A-Strecke)                                                           | U3 → Hohemark (A-Strecke)                                                           |
| U-Bahn-Haltepunkt / Haltestelle |                                                  | Niederursel                                                                         | Niederursel                                                                         |
| U-Bahn-Haltepunkt / Haltestelle |                                                  | Wiesenau                                                                            | Wiesenau                                                                            |
| U-Bahn-Abzweig geradeaus, nach links und von links | 0,0                                              | U1, U3, U8 → Südbahnhof (A-Strecke)                                                 | U1, U3, U8 → Südbahnhof (A-Strecke)                                                 |
| U-Bahn-Haltepunkt / Haltestelle |                                                  | Heddernheimer Landstraße                                                            | Heddernheimer Landstraße                                                            |
| U-Bahn-Tunnelanfang |                                                  | Nordweststadttunnel (1,1 km)                                                        | Nordweststadttunnel (1,1 km)                                                        |
| U-Bahn-Bahnhof (im Tunnel) |                                                  | Nordwestzentrum                                                                     | Nordwestzentrum                                                                     |
| U-Bahn-Tunnelende |                                                  |                                                                                     |                                                                                     |
| U-Bahn-Haltepunkt / Haltestelle |                                                  | Römerstadt                                                                          | Römerstadt                                                                          |
| U-Bahn-Brücke über Wasserlauf |                                                  | Niddabrücke                                                                         | Niddabrücke                                                                         |
| U-Bahn-Haltepunkt / Haltestelle |                                                  | Ginnheim/Niddapark                                                                  | Ginnheim/Niddapark                                                                  |
| U-Bahn-Kreuzung mit Eisenbahn geradeaus oben |                                                  | Main-Weser-Bahn                                                                     | Main-Weser-Bahn                                                                     |
| U-Bahn-Abzweig geradeaus und nach rechts |                                                  | Verbindung zur Straßenbahn                                                          | Verbindung zur Straßenbahn                                                          |
| U-Bahn-Kopfbahnhof Streckenende |                                                  | Ginnheim Mitte                                                                      | Ginnheim Mitte                                                                      |
| U-Bahn-Strecke (außer Betrieb) (im Tunnel) |                                                  |                                                                                     |                                                                                     |
| U-Bahn-Strecke (außer Betrieb) (im Tunnel) |                                                  | zurzeit als Straßenbahn 16 Verbindung: D II (in Planung, Verlauf nicht entschieden) | zurzeit als Straßenbahn 16 Verbindung: D II (in Planung, Verlauf nicht entschieden) |
| U-Bahn-Strecke (außer Betrieb) (im Tunnel) |                                                  |                                                                                     |                                                                                     |
| |                                                  | Tunnelstutzen von Ginnheim (Planung)                                                |                                                                                     |
| U-Bahn-Dienststation / Betriebs- oder Güterbahnhof (im Tunnel) | [ 2 ]                                            | Wendeanlage Bockenheimer Warte                                                      | Wendeanlage Bockenheimer Warte                                                      |
| U-Bahn-Turmbahnhof mit Tunnelstrecke (im Tunnel) | 11,7                                             | Bockenheimer Warte U6, U7 (C-Strecke)                                               | Bockenheimer Warte U6, U7 (C-Strecke)                                               |
| U-Bahn-Abzweig geradeaus und von links (im Tunnel) |                                                  | Abzweig von C-Strecke (Betriebsstrecke)                                             | Abzweig von C-Strecke (Betriebsstrecke)                                             |
| U-Bahn-Abzweig geradeaus und ehemals von rechts (im Tunnel) |                                                  | Tunnelstutzen vom Rebstock (ehem. Planung)                                          | Tunnelstutzen vom Rebstock (ehem. Planung)                                          |
| U-Bahn-Haltepunkt / Haltestelle (im Tunnel) | 10,7                                             | Festhalle/Messe                                                                     | Festhalle/Messe                                                                     |
| U-Bahn-Abzweig geradeaus und von rechts (im Tunnel) |                                                  | Tunnelstutzen vom Römerhof (derzeit Wendeanlage)                                    | Tunnelstutzen vom Römerhof (derzeit Wendeanlage)                                    |
| U-Bahn-Bahnhof (im Tunnel) | 10,0                                             | Hauptbahnhof S1–S9, Regional-/Fernverkehr                                           | Hauptbahnhof S1–S9, Regional-/Fernverkehr                                           |
| U-Bahn-Abzweig geradeaus und nach links (im Tunnel) |                                                  | U4 → Seckbacher Ldstr., U5 → Preungesheim (B-Strecke)                               | U4 → Seckbacher Ldstr., U5 → Preungesheim (B-Strecke)                               |
| U-Bahn-Strecke (im Tunnel) |                                                  | Tunnelstutzen Richtung Niederrad                                                    | Tunnelstutzen Richtung Niederrad                                                    |

Die U-Bahn-Strecke D oder D-Strecke ist eine der Grundstrecken im Frankfurter Stadtbahnnetz nach dem ursprünglichen Konzept aus den 1960er Jahren. Bislang wurden aber nur zwei kurze Teilstücke realisiert.
Der südliche Abschnitt („D I“) zwischen Hauptbahnhof und Bockenheimer Warte wird seit 2001 als Verlängerung der B-Strecke betrieben.
Ein weiteres, davon getrenntes Teilstück zwischen Ginnheim und Heddernheimer Landstraße entstand 1968 bis 1978 als einer der drei Außenäste der A-Strecke, soll im Endausbau aber einen Bestandteil der D-Strecke darstellen.

## Tabellarische Auflistung der Streckenabschnitte
Die realisierten und geplanten Abschnitte sind mit römischen Zahlen nummeriert. Von Süden nach Norden sind dies:
| D III                | (Schwanheim –) Niederrad – Hauptbahnhof                              | Realisierung nicht absehbar |
| D I                  | Hauptbahnhof – Bockenheimer Warte                                    | in Betrieb U4               |
| D II                 | Bockenheimer Warte – Ginnheim-Mitte                                  | in Planung                  |
| (Teil der A-Strecke) | Ginnheim – Verknüpfung zur Strecke nach Oberursel                    | in Betrieb U1, U9           |
| D IV                 | Verbindung zwischen den Strecken nach Oberursel und nach Bad Homburg | in Betrieb U8, U9           |

Die Nummerierungsfolge dürfte die Abfolge wiedergeben, in der die Abschnitte ursprünglich gebaut werden sollten. Durch die Besiedlung des Riedbergs haben sich die Prioritäten allerdings inzwischen verschoben.

### Abschnitt Nordweststadt, derzeit Teil der A-Strecke
Dies ist der älteste Abschnitt der Strecke und wird als Zweig der A-Strecke betrieben (Nähere Informationen siehe dort). Der nördliche Teil ab Nordwestzentrum war bereits 1968 Bestandteil der allerersten Linie, als die anderen Zweige der A-Strecke noch mit umgebauten Straßenbahnfahrzeugen und unter Straßenbahn-Liniennummern befahren wurden. Die Verlängerung nach Ginnheim entstand in den 1970er Jahren. Die Linienführung ist gegenüber der A-Stammstrecke um mehr als 90 Grad gedreht, was nur durch die Absicht erklärlich ist, den Abschnitt später in die D-Strecke zu integrieren.

### D I: Hauptbahnhof – Bockenheimer Warte
Dieser Teil wurde im Jahr 2001 eröffnet. Er wird von der Linie U4 als Verlängerung der B-Strecke befahren. Von der eigentlichen westlichen Weiterführung der B-Strecke existiert bisher nur ein als Wendeanlage genutzter Stummel. Informationen zum Betrieb (Taktfrequenzen usw.) sind deshalb im Artikel zur B-Strecke zu finden.

### D II: Bockenheimer Warte – Ginnheim
Mit dem Bau des Verbindungsstücks zwischen den beiden bestehenden Abschnitten sollte eigentlich im Jahr 2006 begonnen werden. Die Strecke von der Bockenheimer Warte nach Ginnheim wäre nach dem damaligen Plan komplett unterirdisch verlaufen mit einem Zwischenhalt in der Franz-Rücker-Allee und einer Verlegung der Station Ginnheim unter die Ginnheimer Landstraße.
Kurz bevor die Bauarbeiten begonnen hätten, wurde die Maßnahme jedoch aufgrund veränderter politischer Mehrheiten (Bildung einer schwarz-grünen Koalition nach den Kommunalwahlen 2005) gestoppt.

### D III: Hauptbahnhof – Niederrad
Von der ursprünglich geplanten Weiterführung nach Niederrad und weiter nach Schwanheim und zum Stadion zeugt ein unbenutztes Gleis am Hauptbahnhof, das ausschließlich an das Gleis Richtung Bockenheimer Warte angeschlossen ist – es wird mittlerweile von der Frankfurter Feuerwehr als Übungstunnel genutzt –, sowie ein Tunnelstutzen für die Gegenrichtung.
Mit dem Bau dieser Strecke ist wegen der hohen Kosten (Mainunterquerung) und des fraglichen Verkehrswerts (unter anderem Wegfall der Direktverbindung in die Innenstadt) in absehbarer Zeit nicht zu rechnen.
Die zu nutzenden Abschnitte heutiger Straßenbahnstrecken sind allerdings zum Teil schon in den 1970er Jahren für Stadtbahnbetrieb ertüchtigt worden.

### D IV: Riedbergspange
Dieser Abschnitt verbindet die Stationen Niederursel (auf dem Oberurseler Zweig der A-Strecke) und Kalbach (auf dem Bad Homburger Zweig der A-Strecke) miteinander und erschließt damit das Neubaugebiet Riedberg. Zwei neue Stationen sind in diesem Abschnitt entstanden: Uni-Campus Riedberg und Riedberg, letztere in der Nähe des Nelly-Sachs-Platzes. Größere Arbeiten waren ein Einschnitt in den Hang, durch den direkt nördlich von der Station Niederursel die Strecke zu einer neu errichteten Brücke über die Rosa-Luxemburg-Straße führt und die Brücke über die Autobahn A 661 unmittelbar nördlich der Anschlussstelle Heddernheim.
In diesem Zusammenhang entstand als Verbindung zur übrigen D-Strecke auch eine Spange zwischen den Stationen Heddernheimer Landstraße und Wiesenau. Dafür wurde die existierende Strecke vom Nordportal des Nordweststadttunnels bis zum Abzweig Richtung Heddernheim etwas nach Osten verschwenkt, wobei auch die Station Heddernheimer Landstraße etwas nach Osten verschoben und mit 80 cm hohen Bahnsteigen neu errichtet wurde. Seit dem 25. Oktober 2010 fanden auf der neuen Strecke Testfahrten statt.
Zwei Linien gingen am 12. Dezember 2010 in Betrieb:
- Die Linie U8 fährt vom Südbahnhof, über die A-Stammstrecke angebunden, zum Riedberg und endet dort. Sie nimmt den Hauptteil des Verkehrsaufkommens auf, solange der Abschnitt D II nicht existiert.[5]
- Zusätzlich gibt es mit der U9 erstmals eine Linie, die überwiegend auf der D-Strecke verkehrt. Die U9 fährt von Ginnheim bis zu dem nördlichen Ende der D-Strecke auf dem Riedberg und weiter auf der A-Strecke bis nach Nieder-Eschbach.[6]

## Details zum fertiggestellten Abschnitt

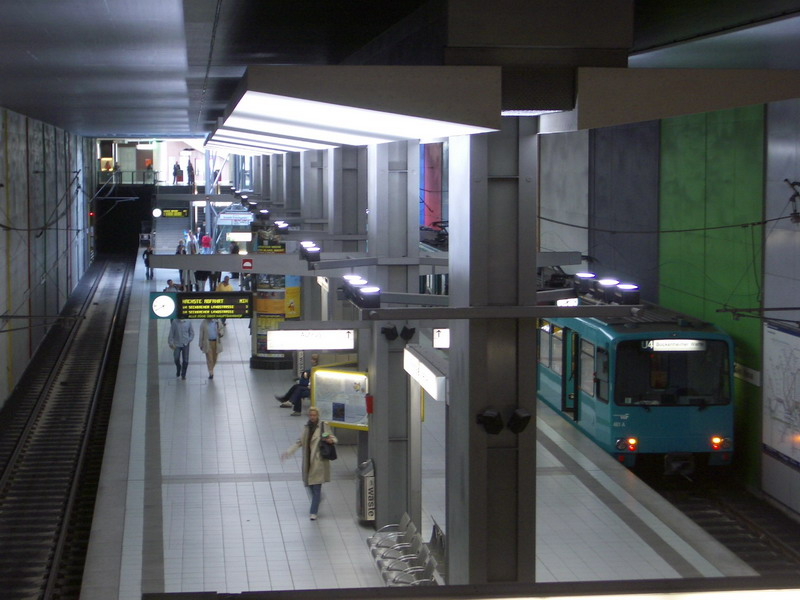
U-Bahnhof Festhalle/Messe

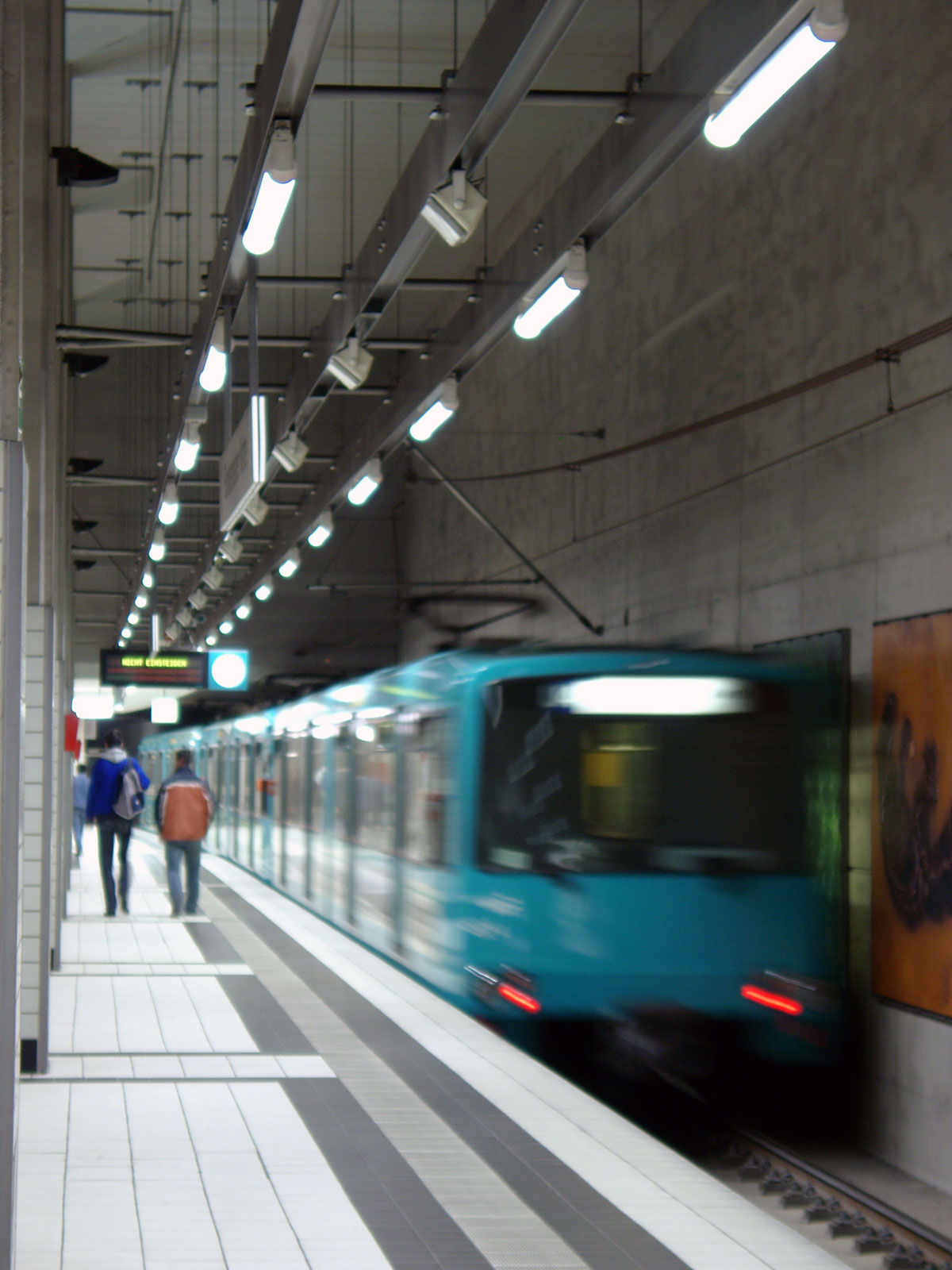
U-Bahnhof Bockenheimer Warte

Ausgangspunkt der D-Strecke ist der U-Bahnhof Hauptbahnhof. Dieser wurde bereits 1978 als vorläufiger Endpunkt der B-Strecke eröffnet und verfügt über vier auf gleicher Ebene angeordnete Gleise, die über zwei Inselbahnsteige erschlossen werden. Der Bahnhof erstreckt sich in Nord-Süd-Richtung unter dem Bahnhofsvorplatz und wird von den darunterliegenden Gleisen des City-Tunnels der S-Bahn annähernd rechtwinklig gekreuzt. Die Züge der Linien U4 und U5 benutzen derzeit nur die beiden mittleren und das westlich gelegene Gleis, während das östliche Gleis dagegen nur einseitig an die bestehenden Strecken angeschlossen ist und daher im Planbetrieb nicht genutzt werden kann.
Die D-Strecke schließt in nördlicher Richtung an den Bahnhof an und folgt der Düsseldorfer Straße zum Platz der Republik, während die Gleise der B-Strecke in westliche Richtung abzweigen. Der bestehende Tunnelstumpf wird derzeit als Wendeanlage für die Linie U5 genutzt, bis 2025 soll hier eine Verlängerung in Richtung Europaviertel (Römerhof) entstehen.
Der D-Tunnel folgt weiter der Friedrich-Ebert-Anlage, wo nach kurzer Zeit der U-Bahnhof Festhalle/Messe erreicht wird. Die Station wurde mit Rücksicht auf die bei Messen zu erwartenden Fahrgastmengen mit einem äußerst breiten Bahnsteig ausgestattet. Die Bahnsteighalle selbst verfügt über doppelte Geschosshöhe und wird über zwei gläserne Kegel auf Straßenniveau mit Tageslicht erhellt.
Geplante Strecke zum Rebstockgelände
Hinter der Station befinden sich zwei kurze Tunnelstümpfe, die ursprünglich als Vorleistung für eine U-Bahn-Linie ins Rebstockgelände vorgesehen waren. Diese Verbindung wurde jedoch 2003 aus Kostengründen durch eine Straßenbahnlinie hergestellt. Im unmittelbaren Anschluss daran biegen die beiden eingleisigen Streckentunnel nach Nordwesten ein und folgen der Senckenberganlage bis zur Endstation Bockenheimer Warte. Unmittelbar vor der Station zweigt vom stadtauswärts führenden Gleis in östliche Richtung ein eingleisiger Streckentunnel ab, der eine Gleisverbindung zur darüberliegenden C-Strecke herstellt. Sie wird nur als Betriebsstrecke genutzt und ist auch nur hierfür geeignet, da sie nicht auf die eigentlichen Streckengleise, sondern auf ein Abstellgleis mündet. Südlich der Station nutzte das Naturmuseum Senckenberg die Tunnelbauarbeiten für die Anlage eines unterirdischen zweigeschossigen Lagerkomplexes, der sich über die gesamte Breite der Senckenberganlage erstreckt und auch einen Notausgang in den U-Bahn-Tunnel aufweist.
Bockenheimer Warte
Die Station Bockenheimer Warte selbst wurde in zwei Abschnitten errichtet. Der nördliche Teil mit den auf Ebene C liegenden Gleisen der C-Strecke wurde bereits 1986 fertiggestellt. Als Bauvorleistung wurden damals bereits die sich überschneidenden Bestandteile der D-Strecke und eine direkte Verbindung zwischen beiden Bahnsteigen errichtet. Der gesamte südliche Teil des Stationsbauwerks mit den tiefer liegenden Gleisen der D-Strecke wurde dagegen erst 2001 gebaut. Wie am Bahnhof Festhalle/Messe erhielt die Station der D-Strecke eine sehr hohe Bahnsteighalle. Hier waren jedoch nicht gestalterische Pläne die Ursache, sondern die Absicht der Universität, über der eigentlichen Station ein weiteres Lager der Universitätsbibliothek einzurichten. Mit dem Beschluss, den Campus Bockenheim mittelfristig aufzugeben, wurden die Pläne hinfällig und es entstand die heute vorhandene Raumsituation.
Geplante Strecke nach Ginnheim
Nördlich der Station schließt sich eine viergleisige Wendeanlage an, die bis kurz hinter die Sophienstraße reicht. An den äußeren Gleisen würde sich gegebenenfalls die Weiterführung (D II) anschließen. Dies ist der Grund für die reichliche Ausstattung mit Gleisen, denn es soll dann weiterhin eine Wendemöglichkeit erhalten bleiben.
| Blau – fertiggestellte Streckenabschnitte Orange – geplante Streckenabschnitte Tunnelabschnitte sind hervorgehoben                                                          |                      |                                       |                                       |
| Spurweite: | 1435 mm (Normalspur) |                                       |                                       |
| |                      |                                       |                                       |
| Streckenverlauf |                      |                                       |                                       |
| \| \| \| \| \| \| \| \| Ginnheim \| \| \| \| \| Franz-Rücker-Allee \| \| \| \| \| Wendeanlage Bockenheimer Warte \| \| \| \| \| Bockenheimer Warte U6, U7 (C-Strecke) \| \| |                      |                                       |                                       |
| U-Bahn-Tunnelanfang (Strecke außer Betrieb) |                      |                                       |                                       |
| U-Bahn-Bahnhof (Strecke außer Betrieb) (im Tunnel) |                      | Ginnheim                              | Ginnheim                              |
| U-Bahn-Haltepunkt / Haltestelle (Strecke außer Betrieb) (im Tunnel) |                      | Franz-Rücker-Allee                    | Franz-Rücker-Allee                    |
| U-Bahn-Dienststation / Betriebs- oder Güterbahnhof (im Tunnel) |                      | Wendeanlage Bockenheimer Warte        | Wendeanlage Bockenheimer Warte        |
| U-Bahn-Turmbahnhof mit Tunnelstrecke (im Tunnel) |                      | Bockenheimer Warte U6, U7 (C-Strecke) | Bockenheimer Warte U6, U7 (C-Strecke) |

## Geplante Erweiterungen

### Bockenheimer Warte – Ginnheim (D II)
| |                      |                                       |                                       |
| Spurweite: | 1435 mm (Normalspur) |                                       |                                       |
| |                      |                                       |                                       |
| Streckenverlauf |                      |                                       |                                       |
| \| \| \| Ginnheim \| \| \| \| \| Platenstraße \| \| \| \| \| geplante Ringstraßenbahn \| \| \| \| \| Bundesbank \| \| \| \| \| Miquelallee \| \| \| \| \| Grüneburgpark/Uni-Campus Westend \| \| \| \| \| \| \| \| \| \| Wendeanlage Bockenheimer Warte \| \| \| \| \| Bockenheimer Warte U6, U7 (C-Strecke) \| \| |                      |                                       |                                       |
| U-Bahn-Kopfbahnhof Strecke ab hier außer Betrieb |                      | Ginnheim                              | Ginnheim                              |
| U-Bahn-Haltepunkt / Haltestelle (Strecke außer Betrieb) |                      | Platenstraße                          | Platenstraße                          |
| U-Bahn-Kreuzung (Strecken außer Betrieb) |                      | geplante Ringstraßenbahn              | geplante Ringstraßenbahn              |
| U-Bahn-Haltepunkt / Haltestelle (Strecke außer Betrieb) |                      | Bundesbank                            | Bundesbank                            |
| |                      | Miquelallee                           |                                       |
| U-Bahn-Haltepunkt / Haltestelle (Strecke außer Betrieb) |                      | Grüneburgpark/Uni-Campus Westend      | Grüneburgpark/Uni-Campus Westend      |
| U-Bahn-Tunnelanfang (Strecke außer Betrieb) |                      |                                       |                                       |
| U-Bahn-Dienststation / Betriebs- oder Güterbahnhof (im Tunnel) |                      | Wendeanlage Bockenheimer Warte        | Wendeanlage Bockenheimer Warte        |
| U-Bahn-Turmbahnhof mit Tunnelstrecke (im Tunnel) |                      | Bockenheimer Warte U6, U7 (C-Strecke) | Bockenheimer Warte U6, U7 (C-Strecke) |

Der zweite geplante Bauabschnitt der D-Strecke soll an der Station Bockenheimer Warte an die 2001 eröffnete Strecke anschließen. Dafür war zunächst ein unterirdischer Verlauf entlang der Straßenbahnlinie 16 vorgesehen. Hinter der Bockenheimer Warte sollte der geplante Tunnel zunächst dem Verlauf der Zeppelinallee folgen, zunächst einige Wohnblocks nördlich der Sophienstraße unterqueren und auf Höhe der Georg-Speyer-Straße in die Franz-Rücker-Allee einmünden. Hier hätte die Strecke die bestehende Trasse der Straßenbahnlinie 16 erreicht, deren Verlauf sie auf dem restlichen Streckenabschnitt bis Ginnheim weitgehend gefolgt wäre. Auf Höhe der Frauenfriedenskirche sollte die erste Zwischenstation mit dem Namen Franz-Rücker-Allee entstehen. Eine ursprünglich an dieser Stelle geplante Tunnelrampe wurde nach Anwohnerprotesten später verworfen. Stattdessen wäre der Tunnel weiter der Franz-Rücker-Allee nach Norden gefolgt. Die Bundesautobahn 66 und der Bockenheimer Friedhof wären westlich der Ginnheimer Landstraße unterquert worden, erst auf Höhe der bestehenden Straßenbahnhaltestelle Markuskrankenhaus hätte der Tunnel wieder die Straßenbahntrasse erreicht. Im unmittelbaren Anschluss daran wäre die zweite, unter der Ginnheimer Landstraße befindliche Zwischenstation erreicht worden. Diese sollte den Namen Ginnheim tragen und sowohl die bestehende gleichnamige Endstation der Linie U1 als auch die Straßenbahnhaltestelle am Markuskrankenhaus ersetzen. Im Bereich der heutigen Stadtbahn-Endstation sollte eine neue Tunnelrampe entstehen, die die Verbindung zwischen der D-Strecke und dem seit 1978 betriebenen Streckenast der U1 hergestellt hätte. Der Baubeginn der 2004 beschlossenen Planung war für 2006 vorgesehen, die Inbetriebnahme für 2010, zeitgleich mit der Inbetriebnahme der U-Bahn-Strecke (Strecke D-IV) über den Riedberg, der diesem neuen Stadtteil dann eine direkte Verbindung mit dem Hauptbahnhof verschafft hätte.
Die Realisierung sollte insgesamt 173 Millionen Euro kosten.
In Ginnheim gab es heftigen Widerstand gegen den Bau des U-Bahn-Tunnels, organisiert durch eine Bürgerinitiative mit Unterstützung durch die GRÜNE Partei.
Nach den Kommunalwahlen 2006 am 26. März (siehe die Ergebnisse für die Stadt Frankfurt) ergab sich für den neuen Magistrat eine Koalition der CDU mit den Grünen. Letztere setzten in den Koalitionsverhandlungen durch, dass die U-Bahn-Strecke Ginnheim – Bockenheimer Warte nicht gebaut werden sollte, wofür die GRÜNEN als Gegenleistung den Bau des Riederwaldtunnels und die Erweiterung des Frankfurter Flughafens akzeptierten. Bezüglich der U-Bahn wurde dies auf gemeinsamen Antrag der CDU und der GRÜNEN vom 7. Juni von der Frankfurter Stadtverordnetenversammlung am 13. Juli 2006 so beschlossen. Die Bemühungen des für den Riedberg zuständigen Ortsbeirats scheiterten am Widerstand der Koalition. Da für die Linie 8 auf der Stammstrecke A in dem damaligen Fahrplan keine Kapazität für einen 10-Minuten-Takt vorhanden war, wurde die Taktfrequenz der U-Bahn nach Oberursel (Linie 3) von alle 10 Minuten auf alle 15 herabgesetzt.
Vier Jahre später, am 16. Dezember 2010 beschloss die Stadtverordnetenversammlung die Untersuchung möglicher Trassenvarianten für den Lückenschluss zwischen den Stationen Ginnheim und Bockenheimer Warte. Dabei sollte das 2010 von der Bürgerinitiative „Rettet die U5!“ vorgeschlagene Konzept „Ginnheimer Kurve“  mitberücksichtigt werden. Nach dem im Juli 2015 vorgelegten Bericht sollen zwei Varianten planerisch weiterverfolgt werden. Ende 2015 beschloss das Frankfurter Stadtparlament den Lückenschluss grundsätzlich durchzuführen, ohne sich jedoch auf eine der beiden Varianten festzulegen. Allerdings soll der Baubeginn für das Projekt erst in einigen Jahren stattfinden. Die Stadt verfolgt das Ziel der Fertigstellung im Jahr 2030, die VGF hingegen rechnet mit der Inbetriebnahme in den Jahren 2035 bis 2037 (Stand 2022).
Im November 2022 wurde beschlossen, dass die Station Bundesbank nördlich der Wilhelm-Epstein-Straße und östlich der Rosa-Luxemburg-Straße gebaut werden soll; der Bau westlich der Rosa-Luxemburg-Straße habe sich als zu aufwendig herausgestellt. Aufgrund der Festlegung des Streckenverlaufs des nördlichen Streckenteils konnten die Planungen für den südlichen Streckenteil somit auf drei konkrete Varianten eingegrenzt werden: die Campus-Variante mit einer Station auf dem Gelände des Campus Westend, eine direkte Streckenführung entlang der Strecke von Miquel- und Zeppelinallee mit einem in offener Bauweise gebautem Tunnelabschnitt sowie eine mittels einer Tunnelbohrmaschine gebaute Variante unterhalb des Palmengartens.

#### Variante „Ginnheimer Kurve“
Diese Variante hat gemäß dem Magistratsbericht vom Juli 2015 den höchsten zu erwartenden Nutzwert.
Die Strecke soll von Süden kommend in einer langen S-Kurve unter der Miquelallee und dem Grüneburgpark zur Station Campus Westend geführt werden. Nach der unterirdischen Querung der Anschlussstelle Miquelallee der Bundesautobahn 66 soll ein oberirdischer Streckenabschnitt zum Haltepunkt an der Bundesbank in Hochlage neben dem Geldmuseum verlaufen. Hier ist eine Verknüpfung mit der geplanten Straßenbahn-Ringlinie auf der Wilhelm-Epstein-Straße möglich. Von der Bundesbank aus verläuft die Trasse oberirdisch zur Station Platenstraße und folgt dieser weiter zur Station Ginnheim, die auf die Südseite der Ginnheimer Landstraße unter die Rosa-Luxemburg-Straße verlegt wird.
Für diese Variante wird gemäß Magistratsbericht mit täglich 12.250 zusätzlichen Fahrgästen gerechnet, der Gesamtnutzen soll ca. 9,626 Mio. € pro Jahr betragen (d. h. bei einem Betrachtungszeitraum von 20 Jahren wäre diese Variante wirtschaftlich, wenn die Investitionskosten unter ca. 193 Millionen Euro liegen).
Im November 2022 wurde bekannt, dass die Variante Ginnheimer Kurve so nicht realisiert werden kann. Gründe sind zum einen bauliche Zwänge aufgrund der bereits bestehenden Bauvorleistung an der Station Bockenheimer Warte, zum anderen Sicherheitsbedenken der Bundesbank sowie des amerikanischen Generalkonsulats, das in der Joachim-Becher-Straße eine Wohnsiedlung für Konsulatsmitarbeiter betreibt.
Im Februar 2025 wurde diese Strecke von den Stadtverordneten genehmigt. Die baukosten werden für 400 Millionen veranschlagt. Die Planungszeit von mindestens fünf und einer Bauzeit von mindestens sieben Jahren.

#### Variante „Europaturm“
Die Strecke verläuft von der Bockenheimer Warte unter Miquelallee zur Station Botanischer Garten südlich des Miquelknotens. Danach verläuft die Trasse oberirdisch in der Mitte der Rosa-Luxemburg-Straße zur Station Europaturm. Nördlich der Wilhelm-Epstein-Straße muss die Rosa-Luxemburg-Straße abgerissen und neu trassiert werden. Sie soll in diesem Bereich ebenerdig verlaufen und hätte nur noch zwei Fahrstreifen, zwischen denen die Stadtbahntrasse über die neue Station Platenstraße zur Station Ginnheim verläuft, wo sie an die bestehende Strecke anschließt.
Für diese Variante wird gemäß Magistratsbericht mit täglich 12.470 zusätzlichen Fahrgästen gerechnet, der Gesamtnutzen soll ca. 8,696 Mio. € pro Jahr betragen (d. h. bei einem Betrachtungszeitraum von 20 Jahren wäre diese Variante wirtschaftlich, wenn die Investitionskosten unter ca. 174 Millionen Euro liegen).
Beide Varianten lassen neben den genannten rd. 12.000 zusätzlichen Fahrgästen auch die Verlagerung von etwa 15.000 Fahrgästen täglich von der A-Strecke und 4600 von der S-Bahn südlich der Station Ginnheim auf die neue U-Bahn-Strecke erwarten. Zusätzlich werden bei der Variante „Ginnheimer Kurve“ etwa 3000 und bei der Variante „Europaturm“ etwa 5000 Fahrgäste von der Straßenbahnlinie 16 zur U-Bahn wechseln.

### Verlängerung nach Süden

#### Hauptbahnhof – Niederrad (D III)
Die Strecke nach Niederrad schließt an bereits 1978 errichtete Tunnelstutzen der Station Hauptbahnhof an, die zurzeit etwa bis an den südlichen Rand des Bahnhofsvorplatzes reichen. Von hier folgt der projektierte Tunnel geradlinig der Wiesenhüttenstraße zum Main. Unter dem Fluss schließt sich eine Kurve nach Westen an, etwa am südlichen Ende der Friedensbrücke erreicht er das andere Mainufer. Unterhalb des Theodor-Stern-Kais soll die erste und einzige südmainische Tunnelstation der D-Strecke entstehen. Die Strecke folgt ab hier geradlinig dem Mainufer und erreicht über eine Rampe im Bereich des Universitätsklinikums die bestehende Straßenbahnstrecke. Bis zur heutigen Haltestelle Heinrich-Hoffmann-Straße/Blutspendedienst verläuft die 1959 eingeweihte Straßenbahnstrecke auf besonderem Bahnkörper, d. h. im Straßenverlauf, aber durch „ortsfeste körperliche Hindernisse“ (BOStrab §16) vom parallel laufenden Straßenverkehr getrennt. Umfangreichere Ausbaumaßnahmen werden dagegen im weiteren Verlauf der Deutschordenstraße erforderlich, wo sich die Straßenbahn bis heute den Fahrweg mit dem übrigen Straßenverkehr teilt. Die durch die Bruchfeldstraße verlaufende Straßenbahnstrecke zum Haardtwaldplatz soll aufgrund der geringen Frequentierung eingestellt und durch eine Buslinie ersetzt werden.
Im Bereich der Haltestelle Triftstraße teilt sich die Strecke in zwei Äste, die weitgehend den bestehenden Straßenbahnstrecken zum Stadion und nach Schwanheim entsprechen.

#### Niederrad – Schwanheim
Der erste Abschnitt der Stadtbahnstrecke nach Schwanheim wurde bereits 1975 fertiggestellt. Die Strecke wird seitdem für den Straßenbahnverkehr genutzt und weist auf gesamter Länge einen eigenen Bahnkörper in Straßenmitte auf. Im Falle der Umstellung auf Stadtbahnbetrieb müssten lediglich die Bahnsteige der bestehenden Haltestellen auf eine Höhe von 80 cm und eine Länge von 105 Meter ausgebaut werden. Die Trasse verläuft entlang der Triftstraße und Adolf-Miersch-Straße zum Bahnhof Niederrad, wo Anschluss an das S-Bahn-Netz besteht. Im weiteren Verlauf folgt die Stadtbahntrasse der Lyoner Straße durch die Bürostadt Niederrad. An der Haltestelle Kiesschneise wird die bereits 1889 eröffnete Trasse der ehemaligen Frankfurter Waldbahn erreicht. Diese wurde ebenfalls Mitte der 70er Jahre auf einen möglichen Stadtbahnbetrieb vorbereitet.
Kurz darauf wird die heutige Straßenbahnstrecke bereits wieder verlassen, die Stadtbahntrasse schwenkt entlang der Straßburger Straße nach Norden ein und durchquert die Siedlung Goldstein. Die dazu erforderliche Trasse wurde Mitte der 70er Jahre bereits vorbereitet und hätte eigentlich zusammen mit der Neubaustrecke durch Niederrad entstehen sollen. Durch Proteste der Anwohner, die eine Trennwirkung der Stadtbahntrasse befürchteten, wurde der Bau auf die Zeit der Umstellung auf Stadtbahnbetrieb verschoben. Inzwischen ist jedoch geplant, die Neubaustrecke auch ohne Stadtbahnbetrieb mittelfristig umzusetzen, um die Erschließung des Wohngebiets Goldstein zu verbessern.
Am Ferdinand-Dirichs-Weg wird wieder die bestehende Waldbahntrasse erreicht. Sie führt am Waldrand entlang bis zur Endstation Rheinlandstraße, an der sich auch das Verkehrsmuseum Frankfurt am Main befindet. Eine Weiterführung bis zum südlichen Haupteingang des Industrieparks Höchst wurde diskutiert, eine genaue Planung existiert bislang nicht.

#### Niederrad – Stadion
Der Streckenast zum Stadion folgt ab der Verzweigung an der Triftstraße in südlicher Richtung der Rennbahnstraße und Schwarzwaldstraße. Die heutige Straßenbahnstrecke verläuft inmitten der Fahrbahnen, lediglich die Gleise in nördliche Richtung sind  durch Fahrbahnmarkierungen teilweise vom übrigen Straßenverkehr getrennt. Im Falle der Umstellung auf Stadtbahnbetrieb wären hier umfangreiche Umbaumaßnahmen erforderlich, um eine straßenunabhängige Trassierung zu erreichen.
Ab der Haltestelle Oberforsthaus verlässt die Strecke das Straßenplanum und schwenkt auf eine parallel zur Mörfelder Landstraße verlaufende eisenbahnähnlich ausgebaute Trasse ein, die sich nach wenigen Metern zum derzeitigen Stadionbahnhof erweitert. Die Stadtbahnplanungen sehen vor, den bisherigen Bahnhof aufzugeben und weiter südlich eine neue Endstation einzurichten, die näher am Waldstadion liegen soll. Auch eine Weiterführung zum Flughafen wäre ab hier möglich.

## Eröffnungsdaten
| Abschnitt                            | Eröffnungsdatum   | Stationen | Bemerkungen                                                                                            |
| ------------------------------------ | ----------------- | --------- | --- |
| Kiesschneise – Schwanheim (Waldbahn) | 18. April 1889    | …         | Dampfbahnstrecke der Frankfurter Waldbahn, 1929 elektrifiziert, 1975 für Stadtbahnbetrieb vorbereitet. |
| Blutspendedienst – Triftstraße       | 7. August 1907    | …         | Straßenbahnstrecke, Bestandteil der geplanten D III-Strecke.                                           |
| Triftstraße – Stadion                | 21. Mai 1925      | …         | Straßenbahnstrecke, Bestandteil der geplanten Anschlussstrecke zum Stadion.                            |
| Uniklinik – Blutspendedienst         | 31. August 1959   | …         | Straßenbahnstrecke, Bestandteil der geplanten D III-Strecke.                                           |
| Triftstraße – Kiesschneise           | 1. Juni 1975      | 6         | Bestandteil der geplanten Anschlussstrecke nach Schwanheim, bis auf Weiteres Straßenbahnbetrieb.       |
| U-Bahnhof Hauptbahnhof               | 27. Mai 1978      | 1         | Eröffnet als Endpunkt der B-Strecke, Tunnelstutzen und Gleise für D-Strecke wurden miterrichtet.       |
| Hauptbahnhof – Bockenheimer Warte    | 10. Februar 2001  | 2         | Streckenabschnitt D I                                                                                  |
| Niederursel – Riedberg – Kalbach     | 12. Dezember 2010 | 2         | Streckenabschnitt D IV                                                                                 |